# Gagrellula vittata
Gagrellula vittata is een hooiwagen uit de familie Sclerosomatidae.